# Хорхе Альвіаль
Хорхе Альвіаль (ісп. Jorge Alvial, нар. 1959, Ікіке) — чилійський футболіст, що грав на позиції воротаря, та чилійський футбольний тренер, який тривалий час очолював скаутську службу клубу «Цинциннаті». До цього протягом тривалого часу він працював у скаутській службі англійських клубів «Манчестер Юнайтед» і «Челсі».

## Кар'єра
Хорхе Альвіаль як футболіст грав у клубі зі свого рідного міста «Депортес Ікіке», та в американському клубі «Вашингтон Старз», де грав одночасно з Марком Пулишичем, батьком Крістіана Пулишича.
У 2006 році Альвіаль став головним тренером пуерториканського клубу «Пуерто-Рико Айлендерс», залучивши до клубу відомого аргентинського футболіста Густаво Барроса Скелотто та чилійського футболіста Артуро Норамбуену. Проте під час успішного сезону 2006 року він залишив команду, щоб стати головним скаутом в Америці для футбольного клубу «Челсі» разом із Гансом Гіллгаусом і відомим скаутом Пітом де Віссером. після сого переходу в структуру клубу «Челсі» Альвіаль працював з головними тренерами клубу Жозе Моурінью, Аврамом Грантом, Луїсом Феліпе Сколарі, Гусом Гіддінком, Андре Віллашем-Боашем та Карло Анчелотті.
11 січня 2008 року, незважаючи на те, що він все ще рахувався працівником клубу «Челсі», Альвіаль на короткий час приєднався до тренерського штабу футбольного клубу «Даллас», щоб оцінювати гравців на рівні MLS. Альвіаль, однак, того ж року повернувся до «Челсі», щоб продовжити свою посаду головного скаута клубу в Америці. У MLS Альвіаль пропрацював недовго. Він був причетним до того, щоб переконати аргентинську легенду «Бока Хуніорс» Гільєрмо Барроса Скелотто перейти в «Коламбус Крю» за максимальну зарплату лише в 150 тисяч доларів за перший рік виступів. Із Скелотто «Коламбус Крю» виграв свій перший у історії трофей — Кубок МЛС у 2008 році. Альвіаль також був пов'язаний із тим, що в команді «Коламбус Крю» з'явились Маркос Гонсалес та триразовий чемпіон Чилі Милован Мирошевич.
Під час свого короткого періоду роботи в ФК «Даллас» Альвіаль відкрив Брека Шей в MLS Combine, та близнюків Рохеліо та Раміро Фунес Морі в Sueño MLS. ФК «Даллас» у першому раунді вибрав Шей на супердрафті MLS. Пізніше Шей грав за національну збірну США, і підписав контракт із Сток Сіті на 3,8 мільйона доларів.
До свого повернення в «Челсі» Альвіаль виявив під час MLS Sueño близнюків Фунес Морі. Близнюки не завершили підписання контракту з ФК «Даллас», а замість цього підписали контракт з більшим і всесвітньо відомим клубом «Рівер Плейт». Раміро Фунес Морі, захисник, виграв звання чемпіона країни і Південноамериканський кубок з «Рівер Плейт», а Рохеліо Фунес Морі, форвард, незабаром підписав контракт з «Бенфікою» на 2 мільйони євро.

## Особисте життя
Хорхе Альвіаль має одну дочку, Ізабель, і трьох синів на ім'я Хорхе, Грейсон і Хав'єр, останній з яких є професійним футболістом.